# Composants en phase et en quadrature

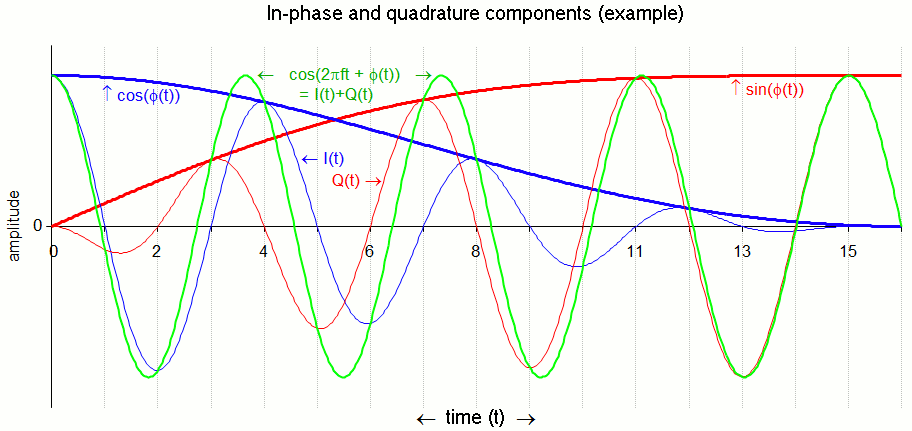
Exemple graphique de la formule
la modulation de phase (φ(t), non montrée) est une fonction croissante non linéaire entre 0 et /2 pour 0 < t < 16. Les deux composantes de modulation d'amplitude sont les composantes en phase (I, en bleu, décroissante) et en quadrature (Q, en rouge, croissante).

Un signal sinusoïdal modulé peut être décomposé en deux sinusoïdes modulées en amplitudes, ces deux sinusoïdes étant en quadrature, c'est-à-dire déphasées d'un quart de cycle (90 degrés ou π/2 radians). Ces deux sinusoïdes sont nommées en phase (I), et en quadrature (Q), décrivent leurs relations avec l'amplitude et la modulation de phase de la porteuse. Les trois sinusoïdes ont la même fréquence centrale.
En d'autres termes, il est possible de créer un signal sinusoïdal déphasé en additionnant deux ondes sinusoïdales déphasées de 90 degrés.
La représentation de signaux en données I/Q est importante dans l'ingénierie des systèmes radios et des applications du traitement du signal.

## Orthogonalité
En analyse vectorielle, un vecteur de coordonnées polaires A, φ et de coordonnées cartésiennes x = A cos(φ), y = A sin(φ), peut être représenté comme la somme de composantes orthogonales : [x, 0] + [0, y]. Similairement en trigonométrie, la formule d'addition des angles établit que :
{\displaystyle \sin(x+\varphi )=\sin(x)\cos(\varphi )+\cos(x)\sin(\varphi )=\sin(x)\cos(\varphi )+\sin(x+\pi /2)\sin(\varphi ).}
et en analyse fonctionnelle, pour x une fonction linéaire d'une variable (par exemple temporelle), ces composantes sont des sinusoïdes orthogonales. Un décalage de phase de x → x + π/2 change l'identité en :
{\displaystyle \cos(x+\varphi )=\cos(x)\cos(\varphi )+\cos(x+\pi /2)\sin(\varphi )=\cos(x)\cos(\varphi )-\sin(x)\sin(\varphi ).}
où le premier terme cos(x) cos(φ) est la composante en phase. Dans les deux conventions, cos(φ) est la modulation d'amplitude en phase, ce qui explique le choix de certains auteurs de l'appeler composante en phase.